# سایوز تی‌ام-۳
سایوز-تی‌ام-۳ (به روسی: Союз )(به معنای اتحاد) سومین مأموریت سرنشین دار سازمان فضایی شوروی به سمت ایستگاه فضایی میر و یکی از ماموریت‌های پشتیبانی و بازدید از خدمه سایوز تی‌ام-۲ محسوب می‌شود.

## خدمه مأموریت
| شماره | نام                         | ملیت               | تعداد پرواز | نقش عملیاتی | تصویر |
| ۱     | الکساندر ویکتورنکو          | اتحاد جماهیر شوروی | ۱           | فرمانده     |       |
| ۲     | الکساندر پاولویچ الکساندروف | اتحاد جماهیر شوروی | ۲           | مهندس پرواز |       |
| ۳     | محمد فارس                   | سوریه              | ۱           | محقق فضایی  |       |